# Bayer-Verfahren

Schematische Darstellung

Das von Carl Josef Bayer entwickelte Bayer-Verfahren wird in der Aluminiumproduktion genutzt, um Bauxit in ausreichend reines Aluminiumoxid zu überführen.
Zunächst wird Bauxit von dem enthaltenen Eisenoxid Hämatit und Goethit getrennt. Das Verfahren nutzt aus, dass sich die Aluminiumhydroxide des fein gemahlenen Bauxits in Natronlauge bei höherer Temperatur leicht lösen lassen. Der fein gemahlene Bauxit wird mit konzentrierter Natronlauge bei ca. 7 bar und etwa 180 °C versetzt.
{\displaystyle \mathrm {Bauxit+NaOH\ {\xrightarrow[{Druck}]{\triangle }}\ Na\left[Al(OH)_{4}\right]+Fe_{2}O_{3}} }
Der ungelöste Rückstand enthält hauptsächlich unlösliche Eisenverbindungen, wodurch die rote Farbe zu erklären ist. Diese als Rotschlamm bezeichnete Masse stellt ein Entsorgungsproblem dar und wird daher oft zunächst in Deponien gelagert, aber in einigen Ländern auch einfach in die Flüsse geleitet.
Eine Elementaranalyse des österreichischen Umweltbundesamtes ergab, dass sich der Rotschlamm aus rund 40 verschiedenen chemischen Elementen zusammensetzt. An dieser Stelle der Produktion kann zum Beispiel die Gewinnung von dem als Beimengung enthaltenen Gallium zwischengeschaltet werden. Aus der verdünnten Aluminatlauge wird beim Abkühlen reines Aluminiumhydroxid ausgefällt: Das Filtrat wird dazu mit Wasser verdünnt, die Temperatur auf 78 °C gesenkt und der Druck wieder auf Normaldruck reduziert. Durch „Impfen“ mit festem Aluminiumhydroxid als Kristallisationskeim fällt dann das Aluminiumhydroxid aus und ein Teil der Natronlauge kann zurückgewonnen werden.
{\displaystyle \mathrm {Na\left[Al(OH)_{4}\right]\ {\xrightarrow {\bigtriangledown }}\ Al(OH)_{3}+NaOH} }
Das entstandene feste Aluminiumhydroxid wird in Drehrohröfen bei einer Temperatur von 1200 bis 1300 °C gebrannt, wobei Aluminiumoxid entsteht.
{\displaystyle \mathrm {2\ Al(OH)_{3}\ {\xrightarrow {\triangle }}\ Al_{2}O_{3}+3\ H_{2}O} }
Aus dem entstandenen Aluminiumoxid kann dann durch Schmelzflusselektrolyse im Hall-Héroult-Prozess metallisches Aluminium gewonnen werden.